# Chorasmien (langue)
Cet article concerne le chorasmien de la famille iranienne. Pour le chorasmien de la famille turcique, voir Turc du Khwarezm.
Le chorasmien (ou khwarezmien) est une langue moyen-iranienne parlée jusqu'au XIVe siècle dans les oasis du cours inférieur de l'Amou-Daria, dans l'ancienne Chorasmie.
La langue est surtout connue par des gloses contenues dans des sources rédigées en arabe après le XIe siècle, et ce jusqu'au XIIIe siècle. Cependant il existe des sources épigraphiques plus anciennes dans un alphabet araméen. Ce sont des légendes de monnaies qui n'ont pas été publiées.

## Sources
- (ru) Эдельман, Д.И., Xopeзмийский язык, dans Языки мира, Иранские языки III, Восточноиранские языки, Moscou, Indrik, 2000,  (ISBN 5-85759-107-4)
- (ru) Фpeйман, A.A., Xopeзмийский язык. Maтерилы и иccледования, 1, Moscou, Izdatel'stvo Akademii Nauk SSSR, 1951.
- (fr) Oranskij, Iosif M., Les langues iraniennes, traduit par Joyce Blau, Institut d'études iraniennes de l'Université de la Sorbonne Nouvelle, documents et ouvrages de référence 1, Paris, Librairie C. Klincksieck, 1977,  (ISBN 2-252-01991-3)
- (en) MacKenzie, D.N., The Khwarezmian Element in the Qunyat Al-Munya , Londres, School of Oriental and African Studies, University of London, 1990,  (ISBN 0-7286-0161-3)